# Tinosu
Tinosu é uma comuna romena localizada no distrito de Prahova, na região de Muntênia. A comuna possui uma área de 18.10 km² e sua população era de 2417 habitantes segundo o censo de 2007.